# Gastón Marchetto
Gastón Marchetto (n. Italia; 1938 - f. La Plata, Argentina; 18 de noviembre de 1961) fue un actor de cine, radio y teatro italiano con una importante trayectoria en Argentina.

## Carrera
Marchetto fue un joven actor de fotonovelas, que si bien nació en Italia, desde muy chico migro a la Argentina donde se nacionalizó e hizo su carrera. En la cinematografía argentina tuvo un destacado rol en tres films al lado de brillantes figuras de la escena nacional como Mirtha Legrand, José Cibrián, Ignacio Quirós, Walter Vidarte, Santiago Gómez Cou, Alberto Bello,  Carlos Estrada, Egle Martin, Aída Luz, Homero Cárpena y Marcos Zucker.
En radio tuvo una breve incursión en un radioteatro junto a Alfredo Alcón, Guillermo Bredeston, Leonardo Favio, Enzo Viena y Norma Aleandro.
También fue un recurrido actor de fotonovelas de la época donde trabajó con bellas actrices como Elizabeth Killian.
En 1961 logró el primer papel protagónico de la película Quinto año nacional dirigido por Rodolfo Blasco y escrito por Abel Santa Cruz.

## Tragedia y fallecimiento
El sábado 18 de noviembre de 1961 cuando regresaban de madrugada en un auto  de presenciar, en la ciudad de La Plata, el estreno del filme Quinto año nacional, falleció en un  accidente de tránsito tras chocar el auto peugeot en el que venían con un autobús de la vieja empresa "Expreso Buenos  Aires". En el siniestro también murieron el director Rodolfo Blasco, el fotógrafo Abelardo Ortega y el actor Luis Calán, y quedó gravemente herido el actor Antonio Bianconi. En ese momento Oscar Rovito y Bárbara Mujica, quienes también iban a concurrir a ese evento, no lo hicieron por motivos laborales. Marchetto tenía tan solo 23 años.
Su gran amiga fue la actriz y vedette María Rosa Fugazot, quien lo recordó en una entrevista en el programa Hacete la Oliva', cuando se enteró de semejante tragedia.

## Filmografía
- 1960: La patota
- 1961: El rufián
- 1961: Quinto año nacional[3]